# 2008年科技
2008年科學技術領域所發生的一些重要事件。

## 1月
- 1月7日，根據研究表明，更新世時期的物種洞熊是雜食動物，而不是此前人們誤以為的草食動物。[1]
- 1月10日，根据华盛顿大学医学院的一项研究，超重的人適當減肥後能改善心脏健康。[2]

## 重大獎項
诺贝尔獎
圖靈獎
- 芭芭拉·利斯科夫